# Pothos papuanus
Pothos papuanus är en kallaväxtart som beskrevs av Odoardo Beccari och Adolf Engler. Pothos papuanus ingår i släktet Pothos och familjen kallaväxter. Inga underarter finns listade.